# 弓清瀚
弓清瀚（？—？），一作簡清瀚，清朝官員，本籍山西。監生出身。

## 生平
弓清瀚於1810年（嘉慶15年）接替龐周，於臺灣府淡水廳艋舺縣丞一職，是大台北地區的地方父母官。